# Caballo (artista musical)
Caballo es una banda independiente formada en Toledo, España  por Angela Gugliotta y José Henriquez que desarrolla su actividad a partir del año 2005. Caballo se mueve entre el punk blues, el rockabilly, el rock experimental y el punk.
En cuanto a las letras, se puede percibir la influencia de la poesía maldita y beat. En una entrevista que la revista especializada La Dosis hace a la banda, al ser preguntados directamente por estas influencias, ellos hacen referencia a William Blake, José Antonio Ramos Sucre, Gustavo Adolfo Bécquer, Arthur Rimbaud  y Javier Corcobado. En las canciones No quiero volver a verte y Absenta del álbum Novem pueden notarse claramente esas influencias.

## Historia
La banda nace en el año 2005 en Toledo, cuando José Henríquez líder de la banda Culto Oculto decide emprender un proyecto en solitario. Henríquez pide a Angela Gugliotta, ex Slamballet y colaboradora habitual de Culto Oculto, que se haga cargo del bajo y las secuencias pero en poco tiempo la colaboración se transforma en una fusión que da como resultado una banda, Caballo.
Henríquez ha comentado en varias entrevistas que el primer tema que compusieron él y Gugliotta fue Fuck You, canción que dio nombre a su primer EP. A partir de la grabación de este sencillo el grupo evoluciona rápidamente. Después de tocar en distintas salas del circuito indie madrileño graban su primer disco, Fuck You, y son invitados al Festival Periferias de Huesca.
A partir de este momento la banda aumenta su actividad tocando en distintos festivales, entre los que destaca el Sziget Festival (Budapest), tienen buena acogida por parte de la crítica y en junio de 2006 ya son portada del suplemento Cultural EP3 del periódico El País.
Caballo grabó hasta 2012 tres trabajos: Fuck You con tintes industriales, El Camino, un álbum muy experimental que incorpora por primera vez en su repertorio canciones en castellano y Novem, 9 canciones donde destacan los géneros punk blues y rockabilly.

## Miembros actuales
- José Henríquez - guitarras y voz.
- Angela Gugliotta - bajo y voz.
- Diego Henríquez Gugliotta - batería y voz.

## Discografía
- Fuck You (2005) - FTS Records.
- El Camino (2008) - FTS Records.
- Novem (2012) - FTS Records.